# Salam (aliment)
Salamul este un tip de cârnat gros, originar din Italia, fabricat din carne tocată de vită sau de porc, amestecată cu condimente, fermentată și uscată corespunzător. Salamul este un produs din carne care rezistă, în funcție de tip, mai mult timp la temperatura camerei fără să se altereze. Numele lui vine de la cuvântul italian salare („a săra”).